# Wielersport op de Olympische Zomerspelen 2016 – teamsprint mannen
De teamsprint voor de mannen op de Olympische Zomerspelen 2016 vond plaats op donderdag 11 augustus 2016. De Britse ploeg won de gouden medaille in 2012 en verdedigde met succes de olympische titel in Rio. Acht andere landen deden ook mee; na een kwalificatieronde viel één land af, waarna de overige acht ploegen in vier onderlinge duels het deelnemersveld voor de gouden en bronzen finales bepaalden. Groot-Brittannië versloeg Nieuw-Zeeland in de finale met een olympisch record.

## Resultaten

### Kwalificatieronde
| rang | land             | tijd   |      |
| ---- | ---------------- | ------ | ---- |
| 1    | Groot-Brittannië | 42.562 | Q OR |
| 2    | Nieuw-Zeeland    | 42.673 | Q    |
| 3    | Australië        | 43.158 | Q    |
| 4    | Frankrijk        | 43.185 | Q    |
| 5    | Polen            | 43.297 | Q    |
| 6    | Nederland        | 43.688 | Q    |
| 7    | Duitsland        | 43.711 | Q    |
| 8    | Venezuela        | 44.263 | Q    |
| 9    | Zuid-Korea       |        |      |

### Eerste ronde
| rang | rit | land             | tijd   |      |
| ---- | --- | ---------------- | ------ | ---- |
| 1    | 3   | Nieuw-Zeeland    | 42.535 | Q OR |
| 2    | 4   | Groot-Brittannië | 42.640 | Q    |
| 3    | 1   | Frankrijk        | 43.153 | Q    |
| 4    | 2   | Australië        | 43.166 | Q    |
| 5    | 3   | Duitsland        | 43.455 |      |
| 6    | 2   | Nederland        | 43.552 |      |
| 7    | 1   | Polen            | 43.555 |      |
| 8    | 4   | Venezuela        | 44.486 |      |

### Finales
| rang  | land      | tijd   |  |
| ----- | --------- | ------ |  |
| Brons | Frankrijk | 43.143 |  |
| 4     | Australië | 43.298 |  |

| rang   | land             | tijd   |    |
| ------ | ---------------- | ------ | -- |
| Goud   | Groot-Brittannië | 42.440 | OR |
| Zilver | Nieuw-Zeeland    | 42.542 |    |

2000: Gané, Tournant, Rousseau ·
2004: Wolff, Nimke, Fiedler ·
2008: Staff, Kenny, Hoy ·
2012: Kenny, Hoy, Hindes ·
2016: Hindes, Kenny, Skinner ·
2020: Van den Berg, Büchli, Lavreysen, Hoogland
2024: Van den Berg, Lavreysen, Hoogland